# アルフレッド・レーダー
アルフレッド・レーダー（Alfred Rehder、1863年9月4日 - 1949年7月25日）はドイツ生まれで、アメリカ合衆国のハーバード大学のアーノルド樹木園で働いた植物学者である。

## 生涯
ザクセン州のヴァイデンブルクで生まれた。新聞記者であったが、アメリカに渡った後、アーノルド樹木園に労働者として雇われたが、植物の栽培や分類の才能が見出された。ヨーロッパに樹木園のライブラリのための書籍の購入のために派遣された。1919年に植物園が紀要の刊行を始めると、園長のチャールズ・スプレイグ・サージェント（Charles Sprague Sargent）とともに編集を行った。『樹木栽培マニュアル』（"Manual of Cultivated Trees and Shrubs"）や『栽培樹木の文献目録』（"Bibliography of Cultivated Trees and Shrubs"）、『ブラッドリー文献目録』（"The Bradley bibliography"）などの著書がある.。アーネスト・ヘンリー・ウィルソン（Ernest Henry Wilson）の『ウィルソン植物誌』（Plantae Wilsonianae）、『アザレアの研究』（A Monograph of Azaleas）の執筆者の一人である.。
冬の最低気温の平均と特定の植物の耐寒性の関連から、アメリカの等温ゾーンの図を初めて作成し、これはウラジミール・ペーター・ケッペンの気候区分のもとになった。